# Кандило
Кандило је посуда за сагоревање у коју се сипа уље и ставља жижак који плута у уљу и који се пали. Код православаца је обичај да се пред молитву пали кандило и оно гори током литургије или неког обреда мањег обима. Чешће се може видети случај да се кандило пали испред иконе Исуса Христа, Богородице или неког другог светитеља.

## Етимологија
Реч кандило у српском језику долази од црквенословенског канъдило. Тај термин је узет из старогрчког κανδήλη, што је од латинског candela (свећа).

## Употреба у православљу
У православљу, кандило се пали испред иконе током молитве или неког верског обреда.
Владика Николај, у својим мисионарским писмима, наводи следеће разлоге за паљење кандила:
1. Као прво је навео да је вера наша светлост и позвао се на Христове речи: Ја сам светлост светлу. На основу овога, светлост кандила нас опомиње на светлост којом Христос обасјава наше душе.
2. Као друго да нас кандило док гори подсети на светлост карактера оног светитеља, пред којим се пали кандило, јер су светитељи познати и под називом синови светлости.
3. Као треће да нам кандило служи као укор за наша лоша дела, зле мисли и жеље и да нас позове и врати на пут светлости. На тај начин се трудимо да следимо речи спаситеља Христа: Тако да се свијетли ваше видјело пред људима, да виде ваша добра дела.
4. Као четврто да то буде мала жртва Богу, који се цео жртвовао за нас. Један мали знак велике благодарности и светле љубави према ономе од кога у молитви просимо за живот, здравље, спасење и све оно што само безгранична небеска љубав може дати.
5. Као пето да тера зле духове и силе које нас нападају понекад и приликом молитве и одводе нас у мислима на другу страну од Христа, јер зле силе воле таму и плаше се сваке светлости, нарочито оне која је намењена богу и његовим поданицима.
6. Као шесто да нас подстакне на самопрегорење као што уље и фитиљ горе у кандилу по нашој вољи и да исто тако горе душе наше пламеном љубави у свим страдањима.
7. Као седмо да нас научи да као што кандило не може да се запали без наше руке тако ни срце наше, које је у симболичком смислу наше кандило, не може запалити без свете ватре Божје благодати, без обзира колико било испуњено врлинама.
8. Као осмо да нас опомене да је творац света пре свега створио светлост, па онда све остало по реду. И као што рече Бог: Нека буде светлост. И би светлост. Тако да на почетку нашег духовног живота мора прво да се засија унутра у нама светлост Христове истине а од те светлости у нама после се ствара, ниче и расте свако добро.[1]

## Галерија
- Делови кандила, позлаћени ковани метал, 19. век. Експонат из историјске збирке Музеја рудничко-таковског краја из Горњег Милановца.